# Shae Kelley
Pour les articles homonymes, voir Kelley.
Shae Kelley, née le 29 septembre 1991 à Denver (Colorado) aux États-Unis, est une joueuse américaine de basket-ball.

## Biographie
Après une année en junior college, elle rejoint les Monarchs d'Old Dominion (NCAA) pour deux saisons universitaires. Elle joue son année senior pour les Golden Gophers du Minnesota.
Sélectionnée en 35e position de la draft WNBA 2015 par le Lynx du Minnesota, son année rookie se conclut par 1 point et 3 rebonds sur un total 19 minutes en huit rencontres. D'abord non conservée dans l'effectif, elle est signée pour deux contrats d'une semaine et est gardée par la suite, jusqu'au titre de champion WNBA.
Dans la foulée de cette expérience limitée en WNBA, elle rejoint l'équipe polonaise de Torun puis Ferrol en Espagne pour la saison 2015-2016. Elle dispute ensuite la ligue d'été portoricaine avec Morovis, puis retrouve l'Europe avec l'équipe israélienne de Hapoel Rishon LeZion puis finit la saison en Turquie avec Bornova. Elle passe toute la saison 2017-2018 avec les Israéliennes de Ramat Hasharon, puis toute la suivante dans la même ligue avec Elitzur Horon. Elle commence la saison 2019-2020 en Roumanie avec Sepsi Sfântu Gheorghe.
Puis en novembre 2019, elle signe un contrat professionnel à l'étranger en France avec les Flammes Carolo alors que le club ne compte qu'une seule victoire en championnat en cinq matches et déplore deux joueuses étrangères blessées. 

### Statistiques NCAA
| Année     | Équipe       | GP | Points | FG%    | 3P%    | FT%    | RPG | APG | SPG | BPG | PPG  |
| 2012-2013 | Old Dominion | 31 | 417    | 49,7 % | 0,0 %  | 56,2 % | 8,5 | 1,9 | 2,4 | 1,2 | 13,5 |
| 2013-2014 | Old Dominion | 34 | 605    | 46,8 % | 12,9 % | 62,9 % | 9,7 | 2,4 | 1,8 | 1,2 | 17,8 |
| 2014-2015 | Minnesota    | 33 | 578    | 48,6 % | 17,6 % | 63,6 % | 9,4 | 1,6 | 1,7 | 0,8 | 17,5 |
| Carrière  |              | 98 | 1763   | 48,2 % | 13,7 % | 61,4 % | 9,2 | 2,0 | 1,9 | 1,1 | 18,0 |

## Palmarès
- Championne WNBA (2015)[1].

## Distinction personnelle
- Meilleur cinq de la Big Ten Conference (2015)[1].